# A Janitor's Vengeance
A Janitor's Vengeance est un film américain réalisé par Charles Avery, sorti en 1917.

## Fiche technique
- Titre original : A Janitor's Vengeance
- Réalisation : Charles Avery
- Photographie : O.G. Hill
- Production : Mack Sennett
- Société de production : Keystone
- Société de distribution : Keystone
- Pays d’origine :  États-Unis
- Langue originale : anglais
- Format : noir et blanc — 35 mm — 1,37:1 — Film muet
- Genre : Comédie
- Durée : une bobine (300 m)
- Dates de sortie :
  - États-Unis : 1er juillet 1917

## Distribution
- Harry Depp
- Claire Anderson
- Jack Cooper
- Frederick Bertrand
- Vera Reynolds
- Phyllis Haver